# Dollnstein (przystanek kolejowy)
Dollnstein (niem.: Bahnhof Dollnstein) – przystanek kolejowy w Dollnstein, w kraju związkowym Bawaria, w Niemczech. Znajduje się na linii Ingolstadt – Treuchtlingen. Według DB Station&Service ma kategorię 6.

## Linie kolejowe
- Linia Ingolstadt – Treuchtlingen
- Linia Dollnstein – Rennertshofen

## Połączenia
| Rodzaj pociągów | Trasa                                                                                              | Takt     |
| --------------- | -------------------------------------------------------------------------------------------------- | -------- |
| RB              | München – Dachau – Ingolstadt – Eichstätt – Dollnstein – Treuchtlingen (zweistündlich: – Nürnberg) | godzinny |